# Wybory prezydenckie w Słowenii w 1997 roku
Wybory prezydenckie w Słowenii w 1997 roku odbyły się 23 listopada 1997. Do głosowania uprawnionych było 1,55 mln obywateli. Urzędujący prezydent Milan Kučan uzyskał reelekcję w pierwszej turze.

## Wyniki wyborów
| Kandydat               | Partia                 | Głosy     | %     |
| ---------------------- | ---------------------- | --------- | ----- |
| Milan Kučan            | niezależny             | 578 925   | 55,54 |
| Janez Podobnik         | SLS                    | 191 645   | 18,39 |
| Jožef Bernik           | SDSS-SKD               | 98 996    | 9,50  |
| Marjan Cerar           | niezależny             | 73 439    | 7,05  |
| Marjan Poljšak         | NSD                    | 33 477    | 3,21  |
| Tone Peršak            | DSS                    | 32 039    | 3,07  |
| Bogomir Kovač          | LDS                    | 28 110    | 2,70  |
| Franc Miklavčič        | KSU                    | 5713      | 0,55  |
| Głosy nieważne i puste | Głosy nieważne i puste | 22 102    | –     |
| Razem                  | Razem                  | 1 064 446 | 100   |